# События на площади Тяньаньмэнь (1989)

«Неизвестный бунтарь» встал перед танковой колонной, вынудив её остановиться

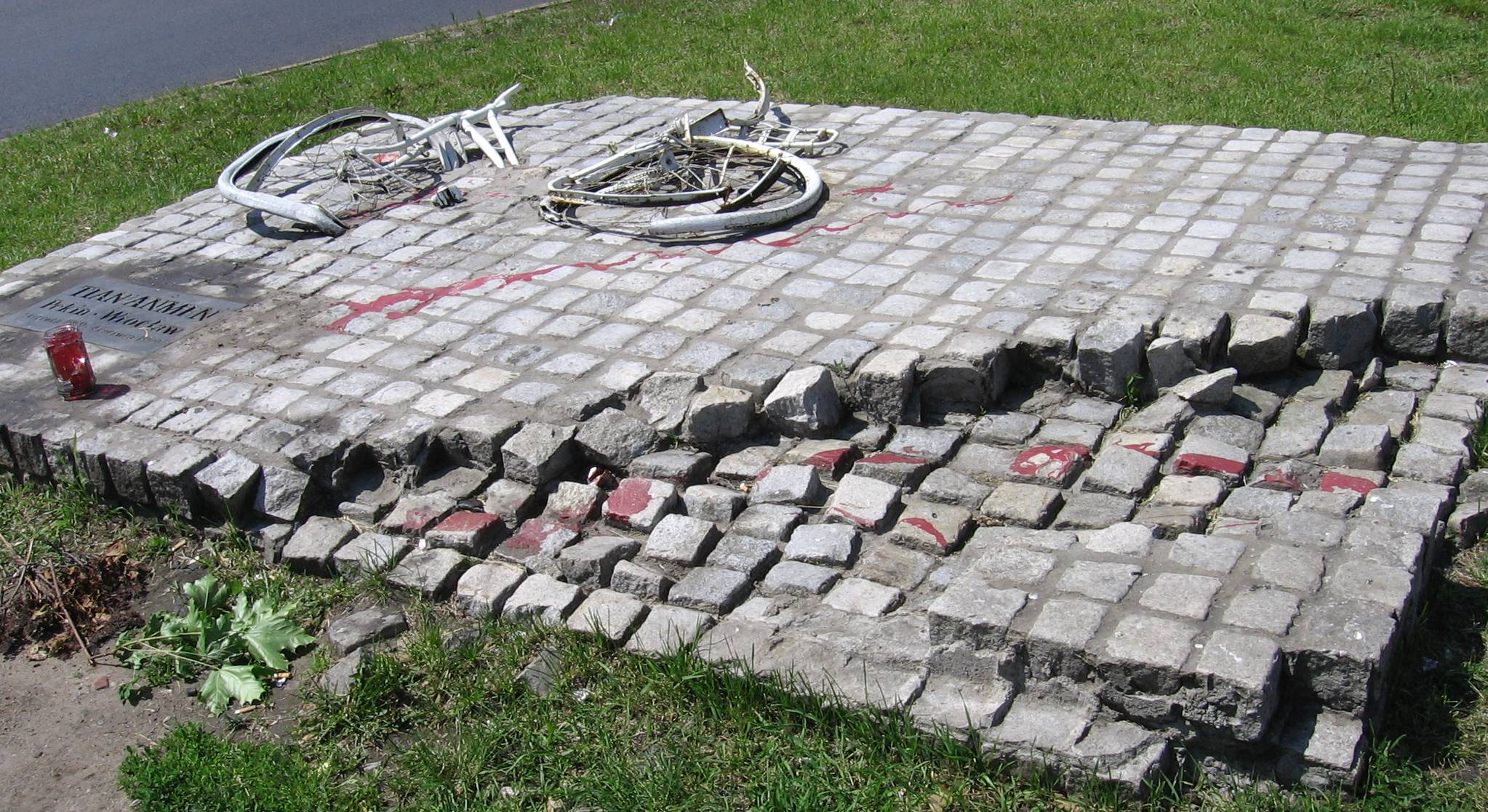
Памятник во Вроцлаве (Польша), посвящённый десятой годовщине событий

Собы́тия на пло́щади Тяньаньмэ́нь 1989 года, также известные как «события 4 июня» (кит. 六四事件) в Китае и «бойня на площади Тяньаньмэнь» (англ. Tiananmen Square Massacre) на Западе — серия акций протеста на площади Тяньаньмэнь в Пекине, продолжавшихся с 15 апреля по 4 июня 1989 года, главными участниками которых были студенты. Ранним утром 4 июня по решению политического руководства страны выступления были подавлены Народно-освободительной армией Китая с применением огнестрельного оружия и бронетехники. Оценки числа погибших варьируются от нескольких сотен до нескольких тысяч и тысяч раненых.

## Предыстория
Начиная с 1978 года по инициативе Дэн Сяопина начали проводиться экономические и политические реформы (см. Политика реформ и открытости), которые привели к постепенному внедрению рыночной экономики и некоторой политической либерализации, ослабившей систему, установленную главным теоретиком китайского коммунизма Мао Цзэдуном.
Некоторые студенты и часть интеллигенции полагали, что экономические реформы идут медленно и что Китай должен преобразовать также и свою политическую систему. Они также были обеспокоены социальными и политическими средствами управления, сохранёнными за Коммунистической партией Китая.
Наблюдая политическую либерализацию, предпринятую Генеральным секретарём ЦК КПСС Михаилом Горбачёвым (см. гласность), они надеялись на аналогичную реформу.
Наоми Кляйн выдвинута противоположная версия событий, по которой студенты протестовали против капиталистической направленности экономических реформ Дэн Сяопина и за сохранение социалистических завоеваний Мао. К демократии они призывали именно затем, чтобы получить возможность противодействовать правительству, вводящему рыночные реформы, ведущие к большим социальным потрясениям. Однако, по большей части свидетельств, это относилось не к студентам, а к довольно многочисленным демонстрациям госслужащих, появившихся на Тяньаньмэнь в конце мая с портретами Мао Цзэдуна и лозунгами наведения порядка. Заметные антирыночные мотивы звучали в выступлениях рабочих активистов, недовольных ростом цен, но они носили в основном антикоррупционный характер.
Некоторые очевидцы, например, журналист-международник Всеволод Овчинников, входивший тогда в группу подготовки визита Горбачёва в КНР, придерживаются точки зрения, что главной целью молодёжных манифестаций тогда были не права человека и демократические свободы, как утверждают западные средства массовой информации. Демонстранты прежде всего осуждали негативные побочные последствия реформ, начатых Дэн Сяопином в 1979 году. Они выступали против незаконных сделок частных предпринимателей с партийно-государственным аппаратом. Именно на искоренение коррупции был нацелен главный лозунг демонстрантов «кит. упр. 打倒贪官!, палл. Дадао таньгуань!» («Долой продажных чинуш!»).
Протесты на площади Тяньаньмэнь в 1989 году были в большой мере спровоцированы смертью прежнего Генерального секретаря ЦК КПК Ху Яобана. 16 января 1987 года было объявлено об отставке Ху Яобана с должности Генерального секретаря ЦК Коммунистической партии Китая.
За откровенные призывы к «быстрой реформе» и его почти нескрываемое презрение к «маоистским перегибам» он был обвинён в потворстве «буржуазной либерализации». Дэн Сяопин возложил на Ху Яобана ответственность за студенческие протесты под демократическими лозунгами в конце 1986 — начале 1987 года. В заявление Ху Яобана об отставке была включена «оскорбительная самокритика» от имени Центрального комитета Коммунистической партии.
Внезапная смерть Ху Яобана в результате обширного инфаркта 15 апреля 1989 года дала студентам возможность собраться ещё раз, не только для того, чтобы оплакать покойного Генерального секретаря, но также для того, чтобы были услышаны их требования об аннулировании приговора против него и о привлечении внимания к важным проблемам продемократических протестов 1986—1987 годов и протестов у стены демократии в 1978—1979 годах. Точку зрения выступавших разделяли многие ведущие деятели КНР, в том числе генеральный секретарь ЦК КПК Чжао Цзыян.

## Ход событий
Основные выступления проходили на площади Тяньаньмэнь в Пекине с 27 апреля по 4 июня 1989 года. Протестующие разбили палаточный лагерь на площади, традиционно используемой как место массовых протестов против властей, и оставались в нём более месяца. Негласную материальную поддержку протестующим оказывали сторонники Чжао Цзыяна в партийных структурах.
Состав манифестантов был крайне неоднороден, а требования эклектичны и противоречивы: от интеллектуалов, полагавших, что правительство погрязло в коррупции и управляет страной тоталитарными методами, требовавших решительного продолжения реформ, до городских рабочих, считавших, что реформы в Китае зашли слишком далеко и возникшая в результате высокая инфляция и безработица угрожает им и их семьям. Однако большинство протестующих сходились на общих требованиях демократизации, ограничения партийной власти и борьбы с коррупцией.
Инициаторами движения выступали студенты, организованные в Независимый союз студентов Пекина (лидеры — Ван Дань, Чай Лин, Уэр Кайси, Фэн Цундэ, Пу Чжицян). Поэтому события на Тяньаньмэнь обычно называют студенческими протестами. Однако не меньшую активность проявляла Независимая ассоциация пекинских рабочих (лидеры — Хань Дунфан, Цянь Юймин, Бай Дунпин, Лю Хуанвэнь, Лю Сян, Чжоу Юнцюнь), занимавшая значительно более жёсткую и конфронтационную позицию в отношении властей.
Кроме Пекина, выступления проходили также в Шанхае, Чунцине, Ухане.
3 мая Чжао Цзыян выступил с обращением к народу. Он назвал студенческое движение патриотическим, а претензии по поводу коррупции счёл совершенно обоснованными и пообещал принять все необходимые меры, после чего значительная часть демонстрантов покинула площадь Тяньаньмэнь.
11 мая в Пекинском университете обсуждалось предложение начать голодовку в преддверии назначенного на середину мая визита в Пекин руководителя СССР Михаила Горбачёва (лидеры протестов требовали проведения в Китае политических реформ, аналогичных осуществлявшейся в СССР Перестройке). Но Независимый союз студентов выступил против голодовки, опасаясь, что она оттолкнет тех членов партийного руководства, кто был настроен на диалог со студентами.
Тем не менее, голодовка всё же началась. 13 мая на площадь к протестующим вышел представитель партийного руководства Янь Минфу, который подтвердил, что руководство страны считает требования протестующих оправданными, и попросил прекратить голодовку. 18 мая к протестующим вышел премьер-министр Ли Пэн (18 мая), 19 мая к ним снова пришёл Чжао Цзыян. Они просили прекратить голодовку, но к ним не прислушались.
В середине мая на площадь Тяньаньмэнь начали прибывать поддержавшие студентов рабочие из регионов, протестующие блокировали улицы Пекина.
После того как участники протестов неоднократно отказались подчиниться призывам правительства разойтись, в ночь с 18 на 19 мая в городе было введено военное положение.
В конце месяца было принято принципиальное решение разогнать протестующих силой. Утром 3 июня невооружённые части НОАК пытались войти на площадь, но были отброшены, а поздно вечером того же дня в Пекин вошли армейские подразделения с танками, которые встретили вооружённое сопротивление, доходящее до открытых вооружённых столкновений, особенно ожесточённое на южном и западном подступах к Тяньаньмэнь. Демонстранты забрасывали танки камнями и бутылками с зажигательной смесью. Премьер-министр Сингапура Ли Куан Ю в своей книге «Сингапурская история» цитирует слова Ху Пина (министра торговли Китая): «На следующий день после инцидента он лично проехал по улице Чанъань (Changan Road — „дорога вечного мира“) на всём протяжении от Военного музея до комплекса для приёма гостей Дяоюйтай и видел дымившиеся остатки 15 танков и бронетранспортёров».
На пути следования войск строили баррикады из перевёрнутых машин и автобусов. Примерно в 22:30 войскам был отдан приказ стрелять на поражение. Около 01:00 4 июня разъяренная толпа захватила два бронетранспортёра, водители которых заблудились в городе. Солдат избивали до смерти, есть свидетельства, что некоторые протестующие пытались остановить эту расправу, но в результате им тоже досталось. Сопротивление войскам оказывали, в основном, рабочие, а не студенты.
Около 01:30 войска достигли площади Тяньаньмэнь, где ранее находились несколько десятков тысяч человек, но, по мере поступления сведений о жертвах в городе, количество людей на площади постоянно уменьшалось. Лидеры студентов были растеряны и не знали, как действовать. Группа рабочих, находившихся на площади, достала спрятанный заранее пулемёт, но Лю Сяобо, верный идее ненасильственного сопротивления, в присутствии журналистов разбил его о постамент памятника Народным героям.
Военные через громкоговорители призывали собравшихся на площади сдаться. Примерно в 03:30 лидеры студентов начали переговоры с военными, к этому моменту в палаточном городке на площади оставалось лишь около 5-6 тысяч человек. В 04:40 начался организованный вывод студентов с площади. После этого военная техника раздавила палаточный городок, включая статую Богини демократии. Ни один человек не был убит непосредственно на Тяньаньмэнь, но известно об одиннадцати студентах, которые были убиты уже за пределами площади, их давили танками.
Участница протестов Люй Цзинхуа вспоминала:

Я слышала, как мимо проносились пули, как стреляли в людей. Рядом со мной упал один убитый, потом другой. Я бежала и бежала, чтобы поскорее убраться оттуда. Люди вокруг кричали о помощи, звали скорую помощь. Потом умирал ещё один.

Утром 4 июня у охраняемой солдатами площади Тяньаньмэнь стали собираться возмущённые люди. После того, как солдаты наставили на них автоматы, люди стали убегать, а солдаты открыли огонь им в спину.
После подавления протестов правительство произвело масштабную серию арестов среди оставшихся сторонников протестов, наложило запрет на распространение иностранной прессы и поставило под свой строгий контроль освещение событий в китайских СМИ. Многие активисты протестного движения бежали за рубеж, в основном в Гонконг, процесс доставки диссидентов был так основательно налажен, что получил прозвище «подпольная железная дорога».
События вызвали волну международного осуждения правительства КНР, следствием чего стали действовать различные санкции и другие меры в отношении Китая. Международное положение КНР укрепилось только к концу 1990-х годов.

## Последствия
Количество убитых и раненых остаётся неясным из-за значительных несоответствий между различными источниками. Китайское правительство заявляло о 241 жертвах, но не выпустило список погибших.
Журналист The New York Times Николас Кристоф 21 июня 1989 года писал: «Вероятно, количество убитых так и останется неизвестным. Возможно, были убиты тысячи людей. Но, основываясь на имеющихся сегодня доказательствах, можно сделать вывод о количестве убитых в дюжину полицейских и военных и от четырёхсот до восьмисот гражданских лиц».
Пекинские пресс-службы сообщали, что прямо на площади никого не убивали, но на видеозаписи, сделанной там, слышны звуки выстрелов. Центральный комитет коммунистической партии Китая и государственный совет утверждали, что сотни солдат погибли и ещё больше были ранены (эту же оценку событий разделяет А. И. Фурсов, по версии которого в Пекине шли полномасштабные городские бои между восставшими и перешедшими на их сторону частями Пекинского гарнизона с одной стороны, и направленными на усмирение восстания армейскими частями из провинции). По словам Чэнь Ситуна, пекинского мэра, погибли 200 гражданских и несколько десятков солдат.
Однако репортёр агентства «Reuters» Грэм Эрншоу, проведший ночь с 3 на 4 июня в центре площади Тяньаньмэнь и единственный из западных журналистов наблюдавший с самой площади весь процесс операции, пишет в своих воспоминаниях, что никакой бойни там не было. Некоторые списки жертв были созданы из подпольных источников. В них число жертв доходило до 5000 человек.
Различные источники указывают разное число жертв:
- Согласно данным правительства КНР, «официальное число жертв» — 241 человек убитыми, из них 36 студентов, 10 солдат и 13 представителей прочих силовых структур, и около 7000 раненых[1][23].
- Китаист С. В. Дмитриев и «The Far East and Australasia» отмечают, общее число погибших примерно равным 1000 человек[1][24].
- От 300 до 1000 жертв среди гражданского населения — по данным журналиста The New York Times Николаса Кристофа[англ.] ссылающегося на дипломатический источник[2].
- Около 1000 казнённых — оценка неправительственной организации «Международная амнистия»[25].
- От 4000 до 6000 пострадавших (Edward Timperlake)[26]
- 7000 расстрелянных (6000 гражданских и 1000 солдат) — разведка блока НАТО[27].

В июне в Пекине, Шанхае, Нанкине, Гуанчжоу, некоторых других крупных городах КНР состоялись показательные суды над участниками протестов. Большинство подсудимых были не студентами, а членами рабочих организаций. 22 июня суд Пекина вынес смертные приговоры в отношении восьми активистов, все они были приведены в исполнение.
В 2008 году «Amnesty International» сообщала о том, что десятки людей «до сих пор томятся в китайских тюрьмах в результате абсолютно несправедливых судебных процессов. Впоследствии в тюрьму попали и многие другие за то, что они поднимали тему протестов и ставили под вопрос действия, предпринятые властями в 1989 году».

## Санкции в связи с событиями на площади Тяньаньмэнь
Япония ввела санкции, приостановив выдачу кредитов КНР, но уже в июле 1990 года снова начала предоставлять ей займы.

## Оценки событий
Одной из ключевых проблем китайских протестов 1989 года была их хаотичность, отсутствие признаваемых всеми лидеров и четких требований. Студенты желали демократии и свободы прессы, рабочие и многие другие были недовольны неравенством и коррупцией, порожденными проводившимися в стране с начала 1980-х годов экономическими реформами, а также экономической политикой властей, ограничивавших рост доходов, чтобы противодействовать инфляции. Протестующие хотели ускорить реформы, но в результате событий июня 1989 года сочувствовавший им генеральный секретарь ЦК КПК Чжао Цзыян, который вполне мог повести страну по пути постепенных политических реформ, был отстранен консерваторами от власти и отправлен под домашний арест, после чего политическая реформа стала невозможна. Бесспорный авторитет Дэн Сяопина позволил консерваторам отстранить от власти Ху Яобана и Чжао Цзыяна, когда их действия стали угрожать стабильности существующей в стране политической системы.
Цензура в КНР в настоящее время не допускает свободное обсуждение событий 1989 года. Но и в самом китайском обществе не чувствуется острого запроса на правду о собственной истории. Так, режиссёр Хуан Цзяньсинь, прославившийся в 1980-е годы едкой сатирой на бюрократов, снял пропагандистские блокбастеры «Основание Китая» (2009 г.) и «Основание партии» (2011 г.). Тайваньский рок-музыкант Хоу Дэцзянь, участвовавший в голодовке на площади Тяньаньмэнь, в 2018 году написал музыку к песне «Китайская мечта», воспевающей мудрую политику председателя Си Цзиньпина. Популярный интернет-мем, где современный «протестующий» делает селфи на фоне колонны танков, стилизованных под знак американского доллара, отражает отношение значительной части современной китайской молодёжи, которую интересует лишь потребление, к событиям 1989 года.

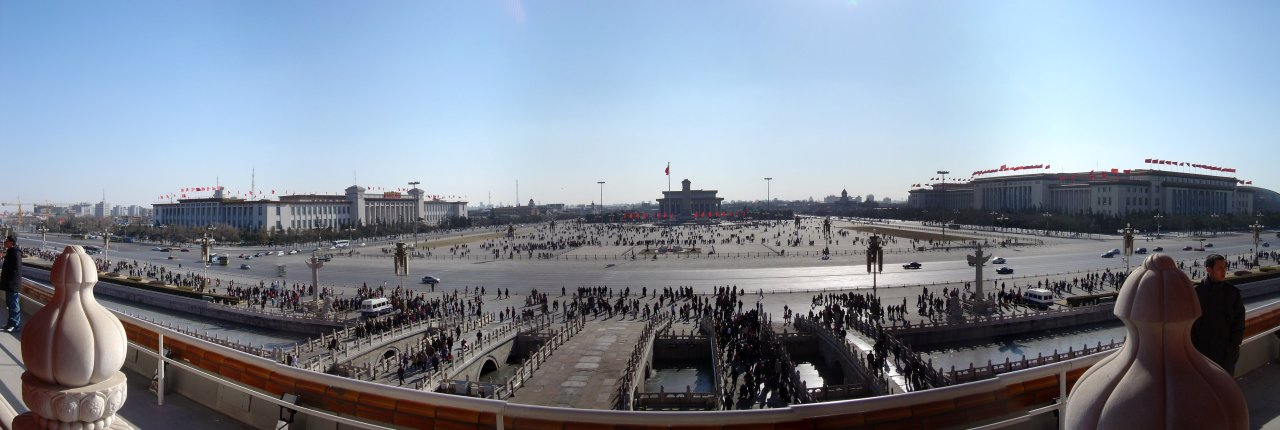
Панорама площади Тяньаньмэнь